# همه چیز عشق است
همه چیز عشق است (انگلیسی: Everything Is Love) یک آلبوم استدیویی مشترک از بیانسه و جی-زی می باشدکه در ۱۶ ژوئن ۲۰۱۸ توسط سونی میوزیک و راک نیشن منتشر شده است. تهیه کنندگی این آلبوم بر عهده بیانسه، جی زی و فارل ویلیامز بوده است و در این آلبوم ترانه هایی با خواننده هایی مانند فارل ویلیامز و آفست اجرا شده است. این ترانه رتبه دو در بیلبورد ۲۰۰ را بدست آورد و بیش از ۱۲۳ هزار نسخه از آن به فروش رفت. همچنین این برنده بهترین آلبوم در شصت و یکمین مراسم جایزه گرمی شده است.